# 罗布麻
罗布麻（学名：Apocynum venetum）为夹竹桃科罗布麻属下的一个种。因产于新疆罗布泊而得名罗布麻。

## 外部連結
- 羅布麻 （页面存档备份，存于） 藥用植物圖像資料庫 (香港浸會大學中醫藥學院) （中文）（英文）
- 羅布麻葉 中藥材圖像數據庫  (香港浸會大學中醫藥學院) （中文）（英文）
- 羅布麻葉 Luo Bu Ma Ye （页面存档备份，存于） 中藥標本數據庫 (香港浸會大學中醫藥學院) （繁體中文）（英文）